# Чернецький Віталій Олександрович
Віталій Олександрович Чернецький (13 травня 1970, Одеса) — американський славіст, літературознавець, перекладач української літератури англійською мовою. Займається також ґендерними дослідженнями, українською та російською літературами. Президент Американської асоціації українознавства (2009—2018). Президент Наукового товариства імені Шевченка у США з 2024 року.

## Біографія
Навчався на філологічному факультеті Московського державного університету. В 1989–1991 роках навчався в Дюкському університеті на факультетах англійської мови та слов'янських мов і літератур. 1993 року закінчив магістратуру Пенсильванського університету, а 1996 року здобув докторський ступінь в цьому ж закладі з компаративістики та теорії літератури. Дисертація В. Чернецького була присвячена радянському постмодерну.
Займав різні наукові посади в Колумбійському, Корнельському, Гарвардському, Північно-східному, Ґрайфсвальдському університетах. Від 2006 до 2010 року обіймав посаду професора в Маямському університеті на факультеті німецьких, російських та східно-азійських мов. В 2010–2013 роках був керівником програми вивчення кіно в Маямському університеті. Від 2013 року — професор на факультеті слов'янських мов і літератур в Канзаському університеті.

## Перекладацька діяльність
Англійською мовою переклав твори багатьох сучасних українських авторів, зокрема таких як Юрій Андрухович, Ірена Карпа, Світлана Поваляєва, Катерина Бабкіна, Павло Коробчук, Дмитро Лазуткін, Григорій Семенчук, Павло Вольвач, Сергій Жадан, Ірина Шувалова, Софія Андрухович, Андрій Бондар, Василь Махно.
З російської на англійську переклав твори Ярослава Могутіна, Олександра Анашевича, Ніни Іскренко, Сергія Круглова, Дмітрія Кузьміна та ін.
Переклав англійською романи Юрія Андруховича «Московіада» та «Дванадцять обручів».
З 2023 року входить до складу журі літературної нагороди «Книга року BBC».
14 грудня 2024 року став президентом Наукового товариства імені Шевченка у США.

## Вибрані публікації
- Mapping Postcommunist Cultures: Russia and Ukraine in the Context of Globalization (Montreal: McGill—Queen's University Press, 2007). Співпереможець премії Американської асоціації українськиї студій за найкращу книгу 2006–2007 р.
- Чернецький В. Картографуючи посткомуністичні культури. — Київ: Критика, 2013.